# Parakermania maculata
Parakermania maculata är en kräftdjursart som beskrevs av Kae Kyoung Kwon och Stefano Taiti 1993. Parakermania maculata ingår i släktet Parakermania och familjen Armadillidae. Inga underarter finns listade i Catalogue of Life.